# Thomas Pkemei Longosiwa

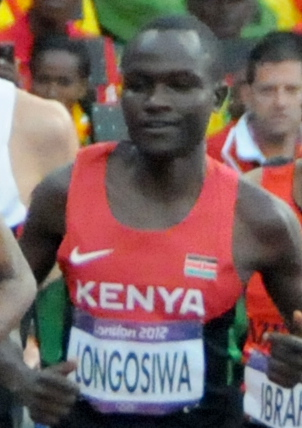
Thomas Pkemei Longosiwa bei den Olympischen Spielen 2012

Thomas Pkemei Longosiwa (* 14. Januar 1982 im West Pokot District, nach anderen Angaben am 14. Mai 1988 in West Pokot) ist ein kenianischer Langstreckenläufer.
Beim Juniorenrennen der Crosslauf-Weltmeisterschaften 2006 in Fukuoka kam er auf den 13. Platz, wurde aber nachträglich disqualifiziert, als man ihn einige Monate später im Vorfeld der Leichtathletik-Juniorenweltmeisterschaften in Peking überführte, mit Hilfe eines zweiten Passes ein falsches Geburtsdatum angegeben zu haben. Longosiwa wurde kurzzeitig verhaftet und schließlich zu einer Geldstrafe von 1500 Dollar verurteilt.
2007 qualifizierte er sich als Kenianischer Meister über 5000 m für die Afrikaspiele in Algier, bei denen er über dieselbe Distanz Sechster wurde. 2008 qualifizierte er sich als Dritter der kenianischen Ausscheidungskämpfe für den 5000-Meter-Lauf der Olympischen Spiele in Peking, bei denen er Zwölfter wurde.
Bei den Weltmeisterschaften 2011 in Daegu wurde er Sechster über 5000 m.
Der 1,70 Meter große, von Renato Canova trainierte Longosiwa startet auf Vereinsebene für Kenya Prisons. Er stand ebenfalls im Aufgebot der kenianischen Mannschaft für die Olympischen Sommerspiele 2012 und belegte in London mit einer erzielten Zeit von 13:42,36 Minuten im olympischen Finale den Bronzemedaillenrang auf der 5000-Meter-Strecke.

## Persönliche Bestzeiten
- 3000 m: 7:30,09 min, 8. Mai 2009, Doha
- 5000 m: 12:49,04 min, 6. Juli 2012, Paris
- 10.000 m: 28:11,3 min, 22. Juli 2006, Nairobi
- 10-km-Straßenlauf: 28:18 min, 21. April 2014, Dongio